# Monte Loura
Monte Loura (en francés: Mont Loura) es una montaña que se eleva a 1515 metros sobre el nivel del mar y que es llamada Fello Lüüra en la lengua pular. Constituye el punto más al norte y el pico más alto en Fouta Djallon en el norte del país africano de Guinea. Se encuentra a 7 km de la prefectura de Maali (también Mali-ville o Mali-Centro). Es parte de un complejo de montañas conocida como el Macizo de Tamgue (también Massif du Fouta-Djalon), que tiene acantilados en tres lados, y ofrece vistas de Senegal y Malí. 

## Dama de Mali

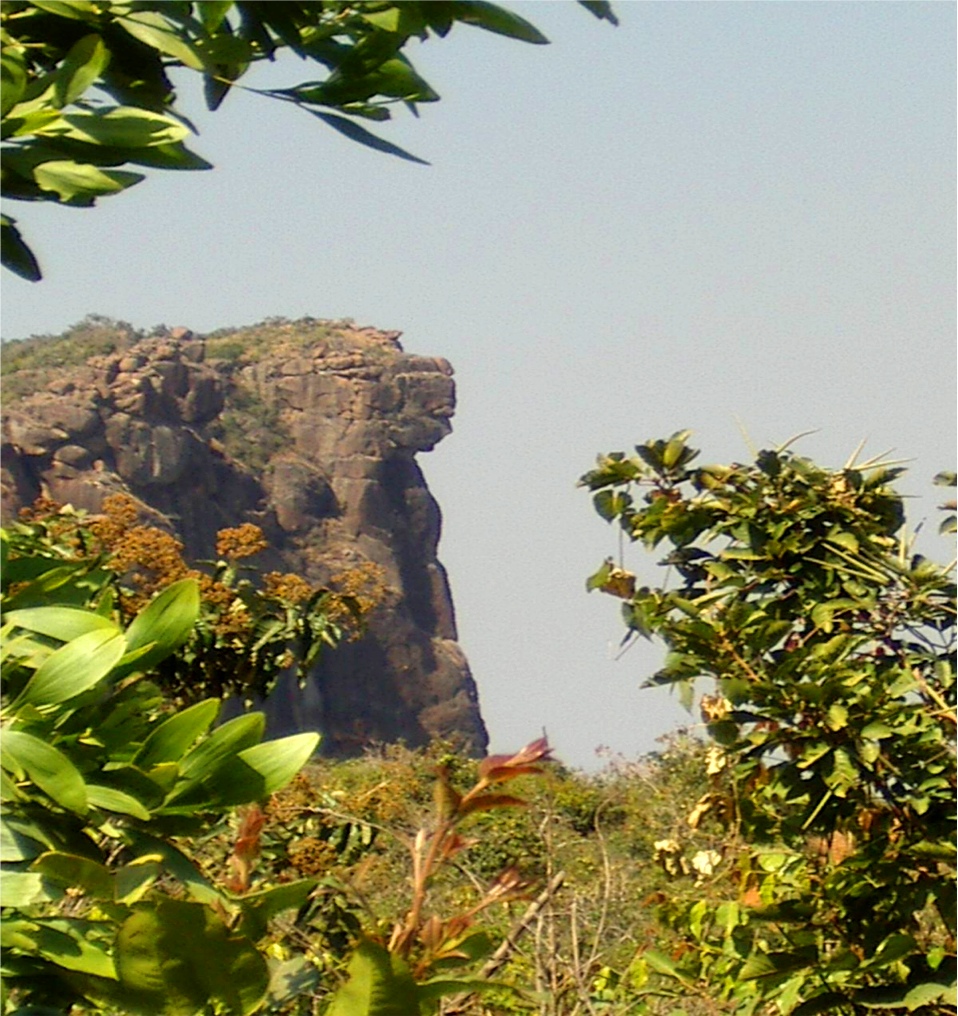
Dama de Mali

Su característica más interesante, es el perfil rocoso que asemeja a una anciana (conocido como, la "Dama de Maali" o "Señora de Maali"),  que se puede ver en el pueblo cercano de Dongol Lüüra.